# Чыльмун

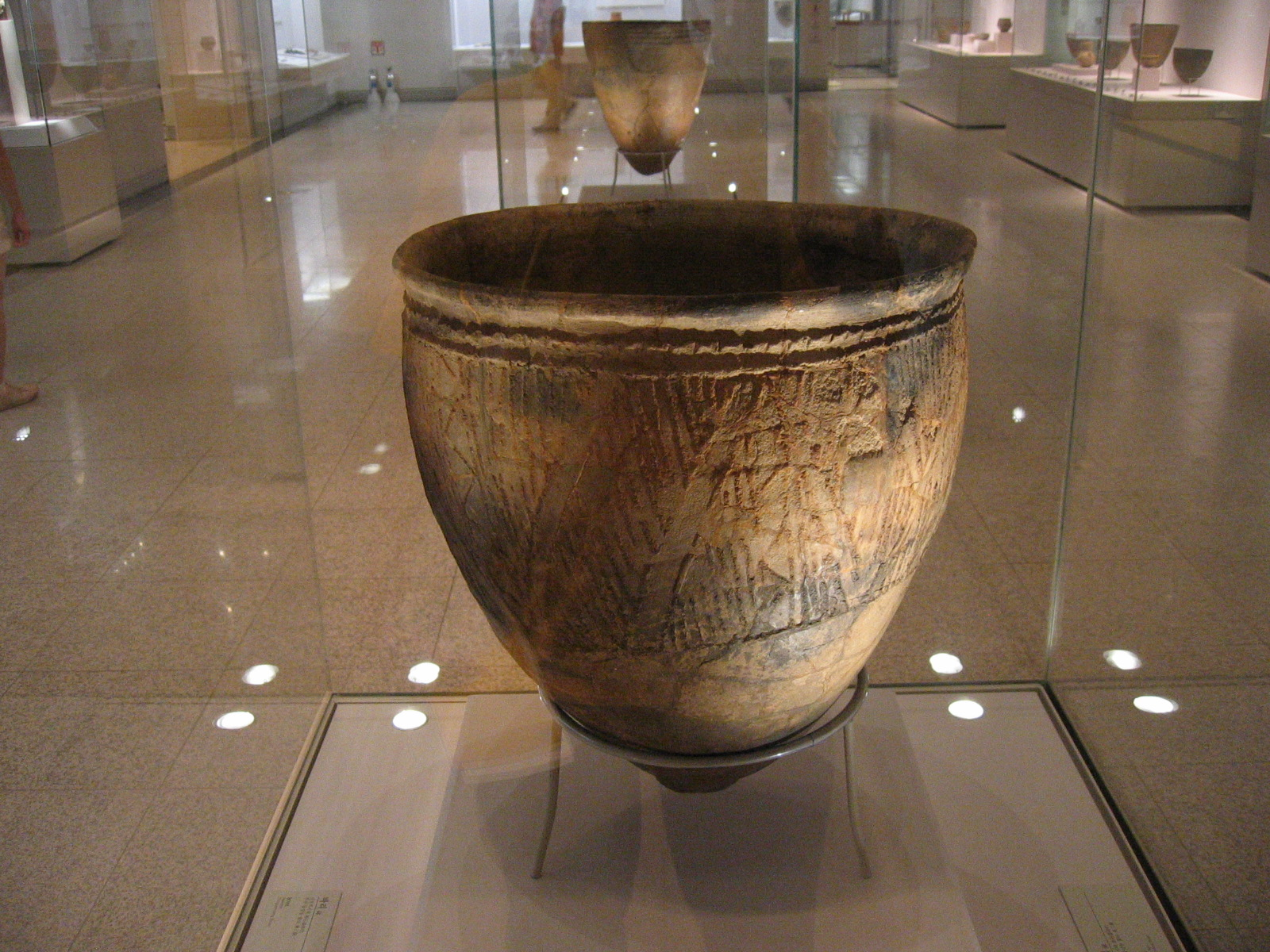
Керамика Чыльмун

Чыльму́н (Чульмун, англ. Jeulmun) — корейская неолитическая культура, датированная 8000-1500 до н. э. Отличительной особенностью культуры является керамика, украшенная орнаментом с помощью гребня. Цвет керамики — жёлто-бурый, оранжево-коричневый. Основным занятием носителей была охота, рыболовство и собирательство. Существует гипотеза о родстве корейского и японского (дзёмон) неолита. Существует версия южнокорейского учёного Кима Чжонбэ о том, что носителями культуры Чульмун были палеоазиаты, пришедшие на Корейский полуостров из Прибайкалья.
На смену культуре Чыльмун на сцену выходит культура периода Мумун.